# 겨울 전쟁
겨울 전쟁(핀란드어: talvisota 탈비소타[*], 스웨덴어: vinterkriget 빈테르크리게트[*], 러시아어: Советско-финская война)은 제2차 세계 대전 중인 1939년 11월 30일 소련이 핀란드를 침공하여 발발한 전쟁으로 소련-핀란드 전쟁이라고도 한다. 일명 '계속 전쟁'인 제2차 소련-핀란드 전쟁과 대비하여 제1차 소련-핀란드 전쟁이라고도 한다. 이오시프 스탈린은 1939년 말까지 핀란드 전체를 수복할 것이라 생각했지만, 핀란드는 1940년 3월까지 버텼으며 이때 양자는 모스크바 평화 조약을 맺고, 소비에트 연방에 카렐리야 동부 지역(핀란드 영토의 10%, 산업 능력의 20%에 해당)을 넘겨주었으며, 소비에트 연방은 이 땅과 카렐리야 소비에트 사회주의 자치 공화국을 합쳐 카렐리야-핀란드 소비에트 사회주의 공화국을 세웠다. 결국 핀란드는 이웃한 발트 3국과는 달리 소련에 다시 흡수되는 운명은 면했다.
겨울 전쟁 당시 프랑스와 영국이 스칸디나비아 북쪽을 통해 핀란드를 지원한다는 논의를 공공연히 하여 나치 독일이 개전 1개월도 안되어 덴마크와 노르웨이 침공을 준비하는 중요한 원인이 되었다(베저 작전). 또 소련군이 겨울 전쟁에서 보여준 부진이 아돌프 히틀러가 1941년 소련을 침공(바르바로사 작전)하기로 결정한 주요 요인이 되었다는 주장도 설득력 있게 받아들여지고 있다.

## 배경
핀란드는 1809년 나폴레옹 전쟁 이후에는 러시아 제국의 영토가 되었다. 제1차 세계 대전 말기 러시아에서 볼셰비키가 정권을 장악한 후 핀란드는 1917년 12월 6일 독립을 선언했다. 핀란드는 비록 당시 독일 정치를 거머쥔 나치당에 대한 호감은 거의 없었지만 독일과 경제적으로 긴밀한 관계를 유지했다. 반면, 19세기 말 - 20세기 초 핀란드에 대한 강압적인 러시아화 정책과 핀란드 내전으로 이어진 실패한 공산혁명 시도 때문에 소련과 핀란드의 관계는 긴장되고 냉각된 상태를 유지했다.
소련과 나치 독일 은 1939년 8월 23일 불가침 조약을 맺었는데, 이 조약에는 동유럽, 중앙유럽, 북유럽 여러 나라의 영토를 양국이 나눠 갖는다는 비밀 조항도 포함했다. 핀란드는 이때 소련의 '이해권'에 들어간다고 합의되었다. 독일이 9월 1일 폴란드를 침공하자 소련은 동쪽으로부터 침공해 수 주 만에 폴란드는 양국이 합의한 대로 분할되었다. 이 같은 사태를 본 인접 국가들은 자신들도 같은 운명에 처한 것을 깨달았으며 실제로 스탈린은 1939년 9월 발트 3국인 에스토니아, 라트비아, 리투아니아에 '상호 방위 조약'을 강요해 군사 주둔권을 획책하여 실질적으로 발트 3국을 완전히 병합했다. 이러한 '이해권' 문제의 일환으로 1939년 10월 뱌체슬라프 몰로토프는 핀란드를 방문해 다음과 같은 골자의 핀-소협정 체결을 요구했다.
- 핀란드와 러시아 국경 부근의 카렐리아(Karelia), 라플란드(Lappland) 지방 등을 포함해 약 2,300km2에 해당되는 영토의 할양.
- 수리사르섬(Surisar), 코틀린섬(Kotllin) 등 핀란드만의 4개 섬과 올란드 제도에 대한 할양.
- 투르쿠(Turku), 콧카(Kotka), 항코(Hanko), 헬싱키, 비푸리(Vipuri) 등 발트해에 속한 보트니아만과 핀란드만을 접하고 있는 주요 항구에 대한 소련군 주둔권과 조차 권리. 대부분 약 30년에서 40년 가량이었으며 준수할 것인가도 미지수였다.
- 소련은 이 모든 것에 대한 대가로 5,500km2에 달하는 동부 카렐의 땅을 내놓겠다고 제안했다. 이 지역은 실질적으로 호수 그리고 습지 이외에는 아무것도 없어 할애해도 상관 없는 곳이었으며 사실상 러시아 제국 영토였던 핀란드를 다시 되찾으려고 했다.

당시 핀란드 대통령인 퀴외스티 칼리오가 이를 거부하자, 핀란드 침공에 적절한 구실이 필요했던 소련군은 1939년 11월 26일 국경지대인 만네르헤임 선 부근에서 핀란드군이 소련군을 공격했다며 이를 이유로 침공을 시작했는데, 이를 이른바 마이닐라 발포 사건(Mainilan laukaukset) 이라고 한다. 이를 근거로 소련은 11월 29일 핀란드와 외교 관계를 끊었으며 11월 30일 46만 명으로 이루어진 23개 사단으로 핀란드를 공격해 순식간에 만네르헤임 선까지 도달했는데, 이는 1939년 10월부터 이와 같은 침공을 위해 소련은 이미 국경지대에 병력을 주둔시키고 있었기 때문이었다. 마이닐라 발포 사건이 꾸며낸 주장이라는 것은 핀란드 측에서는 오랫동안 추측해온 사실이지만 최근에야 소련의 비밀문서들이 공개되면서 꾸며낸 주장이라는 것으로 분명히 판명되었다. 이 사건은 소련 공산당 정치국원이었던 안드레이 즈다노프(러시아어: Андрей жданов)가 비밀리에 그리고리 쿨리크(러시아어: Григорий кулик) 장군에게 명령을 내려 소련군에게 고의적으로 포격을 한 후 핀란드군의 공격이라고 꾸민 일이었는데, 당시 핀란드군 포병의 장사정 포는 마이닐라까지 사정거리가 못 미치는 즉 핀란드-소련 국경에서 약 20km에서 25 km 떨어진 지점에 위치해 있었고, 이러한 '핀란드군의 포격'에 의한 소련군의 '전사자'는 전혀 없었다. 마이닐라 발포사건 이후 스탈린과 그의 군부 지도자들은 전쟁을 결심하게 된다.
그러나 핀란드인들 결사항전했고 소련은 핀란드로부터 뜻밖의 반격을 당하게 되었다. 협상 테이블에서처럼 끈기 있게 싸웠다. 그들은 모든 인력과 빈약한 물자 그리고 전통적으로 기지(機智)가 풍부한 국민성 등 모든 것을 동원하여 빙점 이하의 혹한 속에서, 자기들에게 유리한 조건을 찾아내가면서 거대한 소련군과 대결했다. 이 핀란드와 소련과의 싸움은 당시의 가혹한 기후 때문에 겨울 전쟁이라 불리게 되었다.
마이닐라 발포 사건 당시 소련군이 점령한 국경 지대의 마을인 테르요키(Terijoki)에서는 1939년 12월 1일 핀란드 민주 공화국이라는 이름으로 오토 빌레 쿠시넨(Otto Ville Kuusinen)을 수장으로 한 이른바 '테르요키 정부'라는 괴뢰 정부가 수립되었다. 소련이 괴뢰 정부를 수립한 것에는 정치 목적과 군사 목적 이 있었다. 하지만 그리 큰 성공은 거두지 못하였다. 이 공화국은 1940년 3월 12일까지 존속되다가 모스크바 평화 조약으로 겨울 전쟁이 끝나자 새로 수립된 카렐리야-핀란드 소비에트 사회주의 공화국에 합병되었다. 이 정부는 1956년 해체되었으며 그 후 카렐리야 공화국에 합병되었다.

## 핀란드의 준비

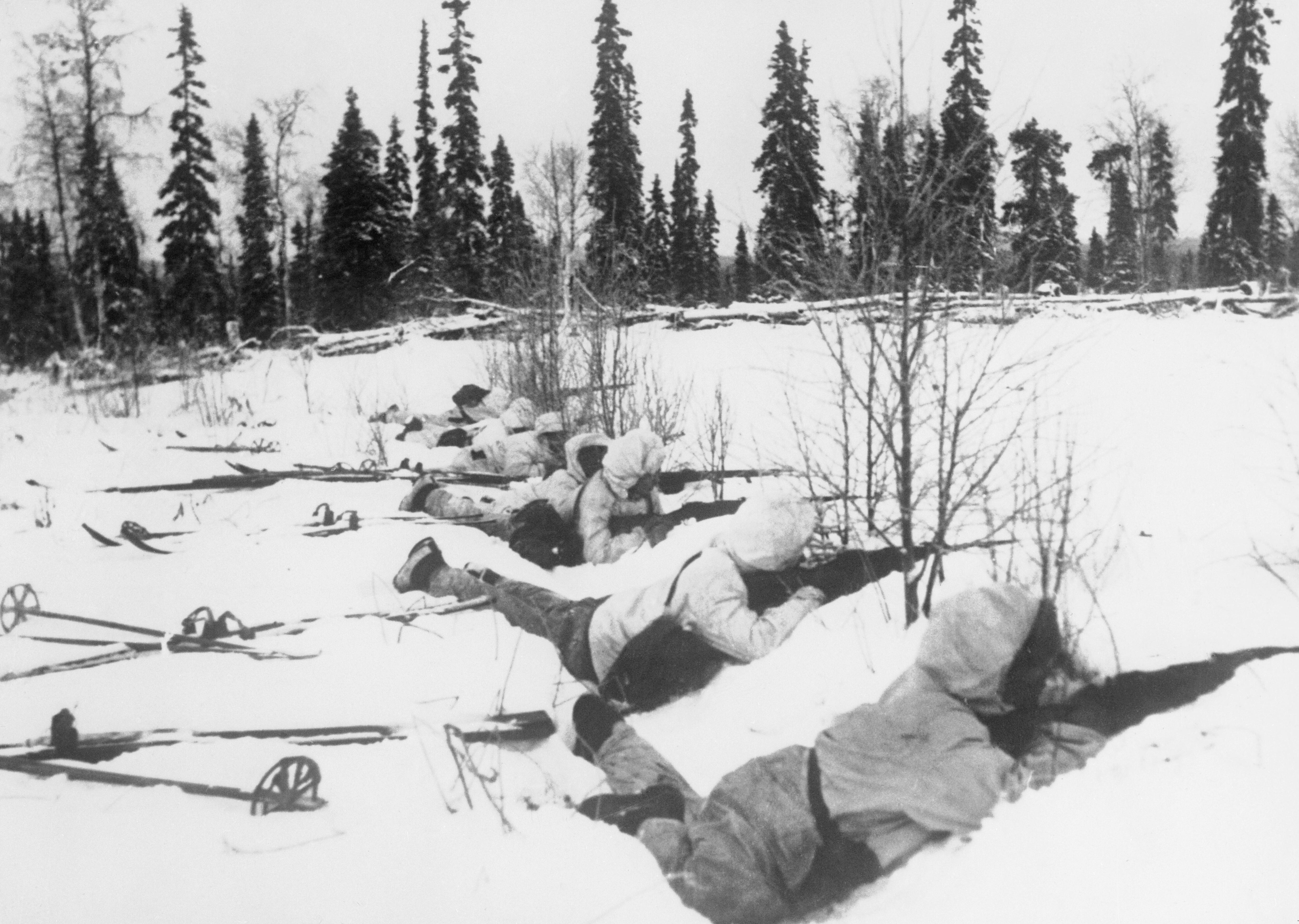
핀란드 스키부대 (1940년)

1939년 가을, 스탈린은 핀란드쯤이야 쉽게 정복할 수 있는 대상으로 여기고 있었다. 스탈린의 이러한 생각은 핀란드 공산주의자 오토 쿠시넨의 부채질에서 더욱 심화되었다. 한편 핀란드 국민들은 전쟁을 피하려고 노력했다. 한 세대 동안 평화를 누려온 그들로서는 쉽게 굴복하려 들지 않았던 것이다. 핀란드 국민들은 모스크바에서 협상이 장기화되는 것을 이용, 국방력 보강에 힘썼다.
그러나 핀란드는 원래 군비(軍備)가 초라한 상태였다. 겨우 100여 대의 각종 항공기와 1개월치의 기름, 단 하나의 전차 중대가 있을 뿐이었다. 무기는 제1차 세계대전때부터 내려오던 기관총, 박격포, 소총, 야포들이 그 주종(主宗)이었고, 현대식 대전차포나 대공포는 거의 없었다. 핀란드군이 가진 현대식 무기라야 다만 9mm 수오미 경기관포를 들 수 있는데 분당 900발을 발사할 수 있는 이 무기는 근거리 전투에서 위력을 나타내었다.
핀란드의 가장 큰 자원은 인적 자원으로서 모두 합쳐 30만 명 정도의 방위 병력을 보유하고 있었다. 이들의 가장 중요한 장점은 전원이 건강하다는 것이었다. 핀란드의 가혹한 기후는 그들로 하여금 자구수단(自救手段)을 기르도록 만들었다. 여기에 핀란드인은 철저한 군사 훈련도 받고 있었다. 1932년 이래로 20세 이상의 남성은 350일 이상의 군사 훈련을 받도록 되어 있었다. 국난을 당한 핀란드인들은 만네르하임의 격려를 받으며 10월과 11월 사이에 침착하게 동원되었으며 이들은 전략적으로 배치되었다. 대대병력 이하의 9개 독립부대가 페차모에서 남쪽의 도시 일로만치(Ilomantsi, 페트로자보츠크 북서 200km)에 이르는 전선에 산개 배치되었다. 이 지역은 소련군이 침공할 가능성이 가장 높다고 판단된 곳이었다. 2개 사단은 일로만치에서 라도가호에 이르는 100km의 전선에 배치되었다. 이 지역은 평야와 구릉이 산재하여 탱크나 보병이 쉽게 작전할 수 있는 곳이었다. 핀란드군이 가장 밀집해서 포진한 곳은 카렐리아 지협으로, 이곳이야말로 소련군이 가장 쉽게 침공해 옴직한 곳이었다. 이곳은 군데 군데에 있는 습지나 호수를 제외하고는 비교적 평탄하고 탁 트인 지대이다. 이 지대의 취약성에 대해서 핀란드안들은 오래 전부터 깨닫고 있던 터라, 이미 1920년대부터 이 지협에 축성(築城)작업을 진행시켜 왔다. 이 축성은 만네르하임선(線)이라 불리게 되었고, 핀란드인들은 이 선에서 소련군을 저지해야 한다는 것을 알고 있었다.
만네르하임선의 설치는, 1차 세계 대전 때부터 내려오는 일반적인 군사 방위 개념이었다. 방위선의 길이는 140km에 달했고, 중간에 66개의 진지가 연결되어 있었다. 각 진지마다 토치카나 벙커를 연결하여, 모든 도로와 공지(空地)를 차단하도록 계획되어 있었다. 또한 진지에는 인원이 대피할 수 있도록 참호와 연결된 도피로가 있었고, 주 저항선과 소련측 전선 중간에는 흙과 목재를 혼합해서 만든 구조물이 가로놓여있었다. 탱크가 통과할 만한 모든 통로와 그 주변에 수많은 지뢰가 매설되었고, 큰 돌 덩어리를 장애물로 설치해 두었다. 이 모든 노력에도 불구하고 만네르하임선은 취약했다. 최소한 진지의 반수가 10년 이상 경과된 것으로서 직격 포탄에 견디기 어려웠다. 가장 큰 가치를 든다면 이 방위선이 핀란드인들에게 안전 의식을 가져다 준다는 것이었다.
소련은 핀란드측에서 방위 태세를 강화해 나가는 것을 계속 주시하고 있다가, 마침내 침공할 수 있는 구실을 조작해 냈다.

## 소련의 침공

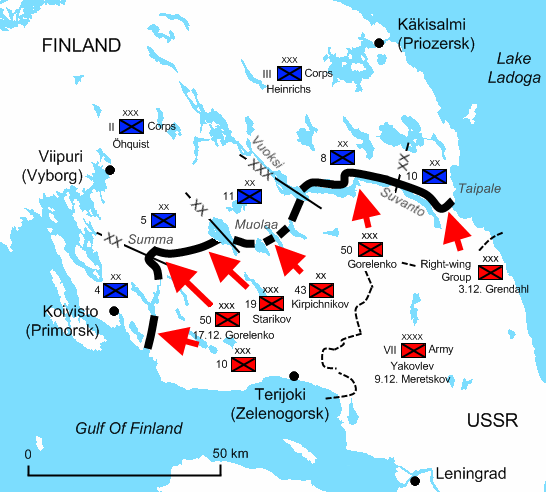
12월 7일 상황 지도 (카렐리야 지협의 만네르헤임 방어선에 도달한 소련군)
핀란드의 사단(XX)과 군단(XXX)
소련의 사단(XX)과 군단(XXX), 육군(XXXX)

11월 말이 되자 소련군은 공격 개시 태세에 들어갔다. 키릴 메레츠코프 대장이 지휘하는 7군 산하의 10개 사단 병력과 6개 전차 여단은, 24만명의 인원, 1,500대의 탱크, 야포 900문 그리고 항공기 300대의 지원을 받으면서, 카렐리안 지협에 구축된 핀란드 축성을 향해 진격할 준비를 완료했다. 일차 공격 목표는 핀란드 제2의 도시 비푸리를 점령하여 라도가호의 북쪽 연안에 이르는 도로의 중요한 교차점을 단절시키는 데 있었다. 이 작전은 핀란드군을 분산시킨 다음 소련군이 수도 헬싱키에 진격하기 위한 것이였다.
한편, 소련 제8군 산하의 7개 보병사단과 1개 전차여단은 병력 15만, 탱크 545대, 포 520문 그리고 항공기 200대를 가지고 라도가호를 우회하여 서쪽으로 진격했다. 그곳에서 소련 제7군과 연결될 예정이었다. 좀더 북쪽으로는 소련 제9군 산하의 5개 보병사단이 9만 5천의 병력, 275대의 전차 및 포 360문을 가지고 보드니아만의 입구인 스웨덴과의 국경을 향해 진격했다. 목적은 핀란드와 스웨덴과의 육상 교신을 차단하는 데 있었다. 북극권에서는 소련 제14군 산하의 3개 보병사단이 병력 5만 5천, 전차 165대, 포 220문의 전력으로 페차모 지역을 점령한 뒤, 유일한 길인 500km에 달하는 북극 하이웨이를 따라 로바니에미까지 남하한 다음, 스웨덴 국경을 향해 서진할 계획이었다.
11월 30일 오전 7시, 소련군은 600문의 포를 동원, 아무런 예고 없이 일제히 포문을 열었다. 30분 뒤, 소련군 전차와 보병이 진격을 개시했다.
같은 날 아침 소련군은 헬싱키, 비푸리, 투르쿠, 항코 등의 대도시를 포함해 21개 지역에 폭격을 하기 시작하였고, 특히 9시 15분부터 개시된 수도 헬싱키의 폭격에서는 90명 가량의 시민이 사망하고 300명의 시민이 부상을 당하였다. 소련군은 남카렐리아와 콜라반도, 라플란드에서 침공을 시작했는데, 당시 11월 30일만을 기준으로 핀란드군과 소련군을 비교하면 다음과 같다.
- 핀란드군: 보병군 약 337,000–346,500명 (총 3개군 9개 사단), 기동 가능전차 33대, 항공기 110여대.
- 소련군: 보병군 약 46만명(4개 집단군 26개 사단) 전차 3,200여대, 항공기 3,800여대.
- 당시 핀란드군은 국경에 약 16만 2천명이 주둔하고 있었음.

한편 핀란드는 소련의 침공을 예상하고 있었지만, 그 규모와 심도에 대해, 만네르하임 원수의 말을 빈다면 "우리가 기대하고 있던 최악의 상태보다 더 나쁜 것"이었다. 만네르하임은 핀란드군이 소련군에게 가능한 한 많은 피해를 입히면서 지연작전을 수행해줄 것을 기대하고 있었다. 그러나 모든 전선에 걸쳐 핀란드군은 엄청난 규모의 소련군에게 압도당하고 말았다. 저녁 무렵, 소련군은 핀란드 영토 내로 8km깊이까지 침투했으며, 이제 그들의 진격을 막기란 불가능할 것으로 보였다.
핀란드 사람들은 가는 곳마다 후퇴를 거듭하고 있었다. 소련 지도부는 전투가 수일 내에 끝나리라 믿고, 야전군 사령관들에게 병력이 스웨덴 국경에 도착하더라도 국경선을 넘지 말도록 타이르기까지 했다.

## 파아보 탈벨라의 도움

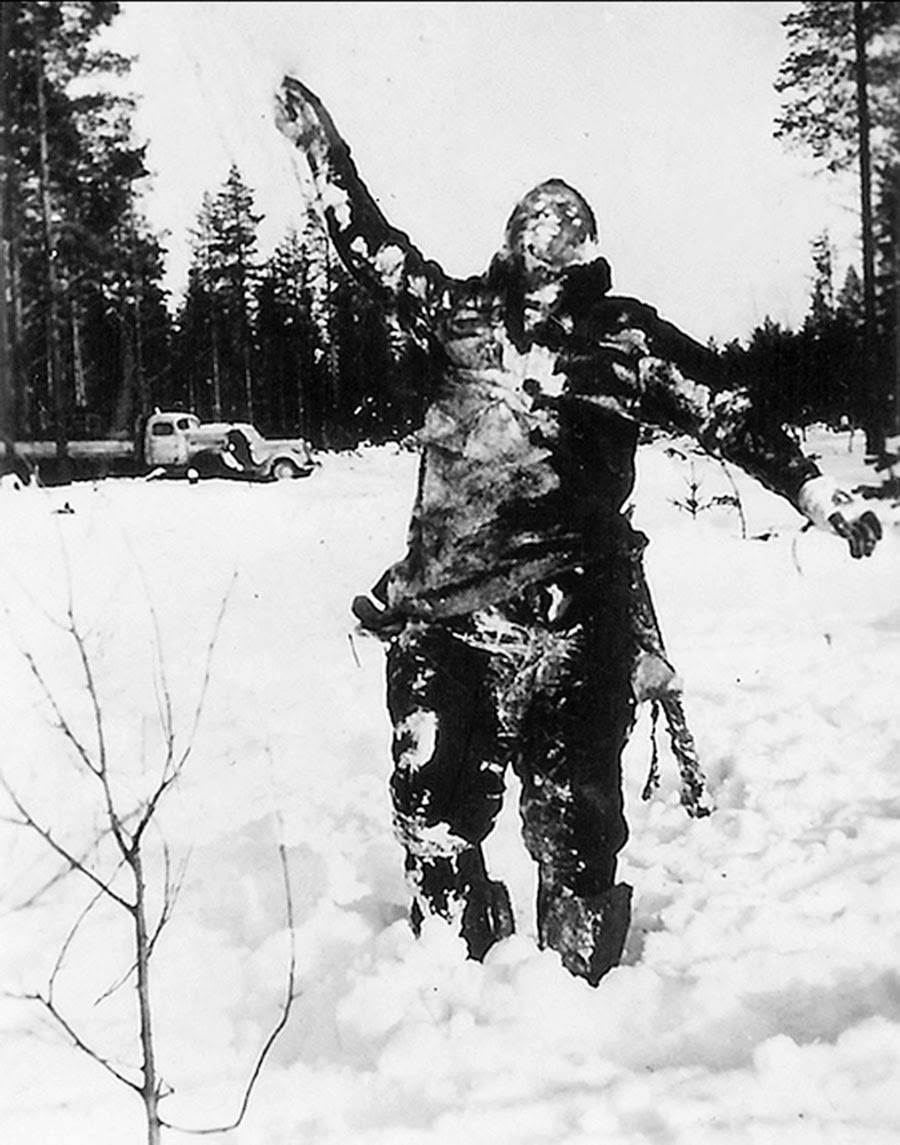
핀란드 군대는 참호 속에서 얼어붙은 소련군 병사를 발견하고, 소련에 대한 경고로 그의 시체를 국경에 설치했습니다.

그러나 만네르하임은 반격을 중단할 생각이 전혀 없었다. 이 심각한 시기에 만네르하임은 한 핀란드 사람으로부터 예견치 않던 도움을 받게 되었다. 도움을 제의한 사람은 기업인이자 핀란드 군수물자 구매 위원회의 한 사람인 파아보 탈벨라였다. 예비역 대령인 그는 지난 수일 동안 핀란드군이 당하고 있는 패배를 안타깝게 바라보고 있었다. 탈벨라는 핀란드 내각에서 만네르하임과 절친하게 지내던 자신의 친구 루돌프 발덴 장군을 설득해 만네르하임과 만날 약속을 했다. 헬싱키의 한 호텔에서 세 사람이 만나자 탈벨라는 호텔 방안을 왔다 갔다 하면서 "핀란드군은 패주만 하고 있다."라고 목청을 높였다.
탈벨라는 만네르하임에게, 소련군을 라도가호 북쪽 동부 전선에서 저지하지 않으면, 적은 그쪽으로 들어와 만네르하임선 후방을 공격하게 될 것이라고 경고했다. 이 회담이 진행되는 동안, 발덴 장군은 놀라워했다. 그 누구도 오만한 만네르하임에게 그런 투로 말할 수 없었기 때문에 발덴 장군은 닥쳐올 결과에 대해 두려워 했다. 그가 더욱 놀란 것은 만네르하임이 그의 발언을 끝까지 침착하게 듣고 난 후, 탈벨라가 요구한 대로 그를 지휘관으로 임명했던 것이다. 만네르하임은 탈벨라에게 급히 편성한 1개 연대와 3개 대대 병력을 주어, 톨바야르비호의 서쪽 연안에 자리잡고 있는 톨바야르비 마을(페트로자보츠크 서북서쪽 약 160km)레닌그라드 북쪽 약 270km로 보냈다. 이곳은 소련군의 전초병이 있는 코티사리섬에서 1.6km밖에 떨어지지 않은 곳이었다.

## 톨바야르비 전투

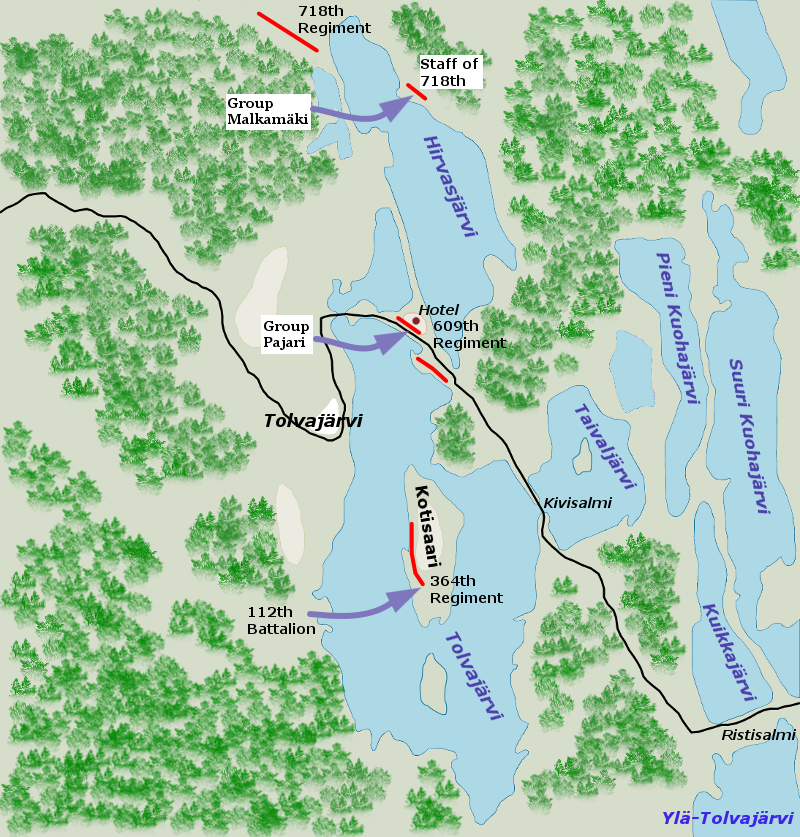
핀란드의 공격 계획

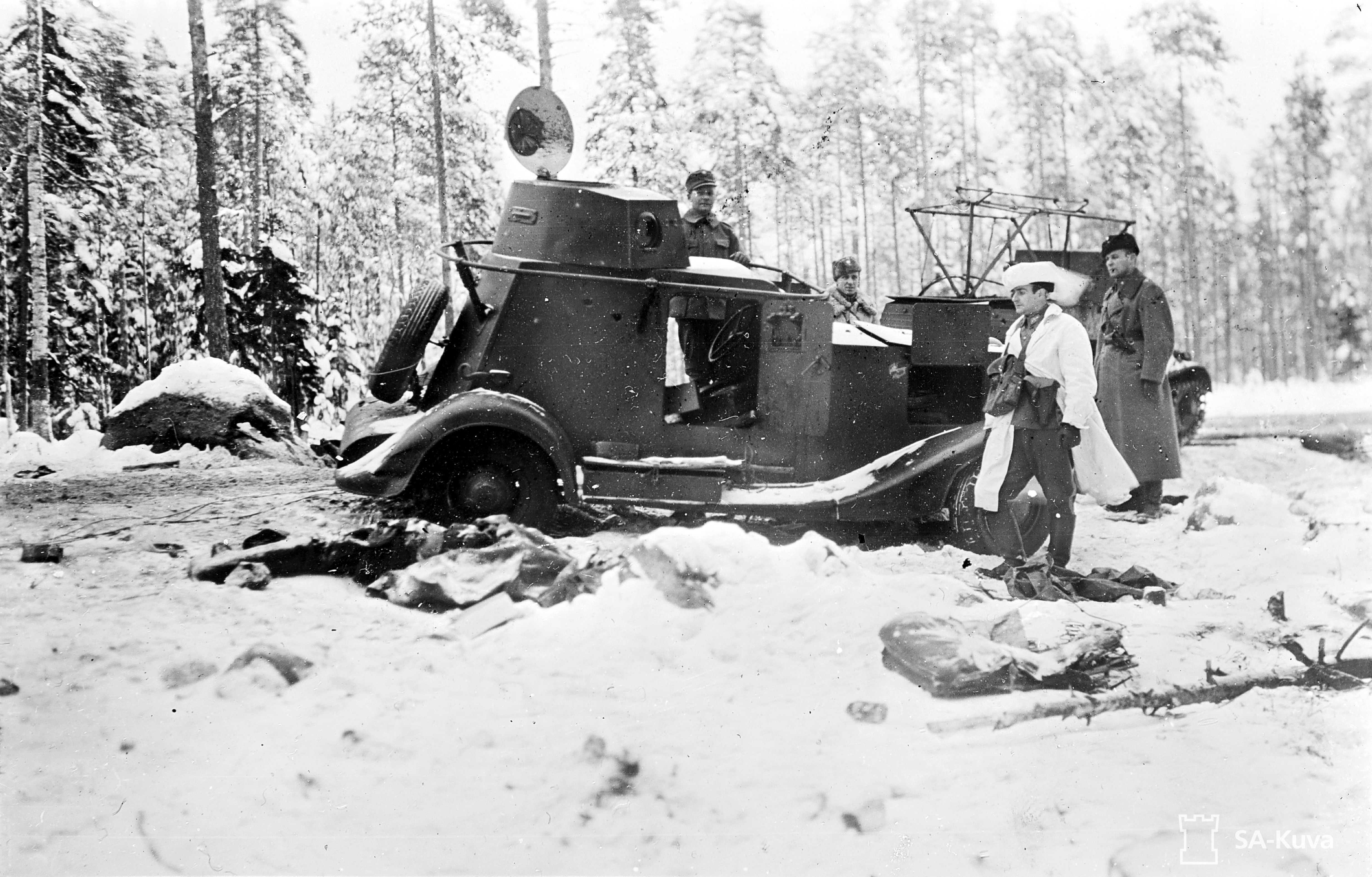
파괴된 소련 장갑차를 검사 중인 핀란드 장교들 (1939년 12월)

파아보 탈벨라가 지휘를 맡기 이전의 그 지역 핀란드군은 적의 포화에 쫓겨 후퇴를 거듭하고 있었다. 장병들은 기진맥진한 상태였다. 그럼에도 불구하고 탈벨라는 여기서 버티기로 결심했다.
12월 8일, 탈벨라는 자정 직전에 기습 공격을 명했다. 얼어붙은 호수를 소리없이 건너가, 잠이 든 소련군을 기습한 것이다. 핀란드군은 소총과 수오미 기관단총로 얼마간 공격한 뒤 숲 속으로 철수했다. 어리둥절한 소련군은 공중을 향해 총을 난사했으나 그곳에는 아무도 없었다. 이튿날 아침 핀란드군은 톨바야르비의 진지로 안전하게 귀환했다. 이렇게 해서 소련군은 처음으로 게릴라 전법의 맛을 보게 되었다. 이 전법을 후일 핀란드군은 아주 치명적인 전술로 발전시키게 된다.
핀란드군은 이 전법을 되풀이 사용했으며 밤낮을 가리지 않는 공격으로 적군의 휴식을 빼앗았다. 핀란드 특공대들은 흰색의 위장복을 입어 눈덮인 숲속에서 쉽게 발견되지 않았고, 스키를 이용하여 유령처럼 소리없이 나타나 공격하고는 사라졌다. 전원이 스키에 능숙하고 숲속 생활에 익숙하여 마치 사냥을 하듯 소련군을 습격했다. 또한 그들의 사격술은 거의 완벽하여 소련군들은 이들을 하얀 주검이라 불렀다. 한 소련군 장교는, "그들은 700~800m 거리에서 목표물을 사격하며, 거의 실수가 없다."라고 회고했다.
이처럼 핀란드가 동원한 병력은 33만 명에 불과하였지만 게릴라식 전투와 흰 보호색 군복을 입은 기동력이 좋은 스키부대, 현지 사정에 대한 지식에 힘입어 만만치 않은 전력을 보여주었으며, 스페인 내전에서 사용되었던 것에 기초해 만들어진 일종의 화염병이 효과적으로 사용되었다. 핀란드인들은 화염병을 몰로토프 칵테일이라고 불렀는데, 전쟁 개전 초기 헬싱키 도심에 가해진 무차별 소이탄 공격으로 쏟아진 국제사회의 거센 비난에 “우리는 원조용 빵을 투하했다”고 주장했던 소련의 외무장관 뱌체슬라프 몰로토프에게 핀란드인들이 “그렇다면 이 술이나 받아라” 하고 화염병을 던졌던 것이다. 1939-40년의 겨울은 유난히 혹독해 -40 °C 수준의 온도가 보통이었으며 이는 핀란드군에게 유리하게 작용하였다.
또 소련과 핀란드 양쪽의 당초 예상과 달리 핀란드의 공산주의자들은 소련의 침공을 지지하지 않았으며 자국민들과 나란히 소련군과 싸웠다. 다수의 핀란드의 공산주의자들이 1930년대에 소련에 가서 "공산주의 건설" 작업에 참여하다 스탈린의 대숙청에 희생된 바 있어 핀란드의 공산주의자들은 소련 정부에 대해 환멸을 느끼고 공개적으로 증오하기도 했다. 그리하여 겨울 전쟁은 1918년 핀란드 내전으로 표면화된 이념 갈등과 스웨덴어 사용자들과 핀란드어 사용자들 간의 언어 갈등 등 핀란드 내부의 분열을 상당 부분 치유하는 계기가 되었다. 이때 핀란드 국민들이 보인 단합 정신은 아직도 "겨울 전쟁 정신"이라 불린다. 다만 다수의 공산주의자들이 정치적 사상으로 인해 이때 핀란드의 징병군으로 싸우는 것이 금지되었다는 것은 언급되어야겠다.
한편 핀란드군은 지형을 이용, 또 다른 가공할 전술을 창안해냈다. 적의 부대를 함정에 빠뜨려 산산조각을 내는 전법이다. 그들이 먼저 얼어붙은 호수 뒤편의 작은 구릉 같은 은폐처에서 매복하고 있다가 진격해오는 적군 종대에 집중적인 기관총 사격을 가하는 것이다. 또 한가지는, 눈이 뒤덮인 나무들의 허리에 철조망을 서로 연결하여 적의 보병들을 꼼짝 못하게 하는 방법이다. 탱크를 잡는 방법은 호수의 얼음을 깨 구멍을 내고 위장을 해 놓는 것이다. 일단 소련군이 이런 함정에 빠지게 되면 그들은 탈출하려고 안간힘을 쓰게 된다. 이 틈에 핀란드군은 적군을 옆 또는 뒤에서 공격을 가해 부대와 부대 사이를 절단시키고, 점차 주력 부대로부터 고립시켜, 시간이 갈수록 인원수가 줄어든 작은 집단으로 변모해가도록 만들었다. 핀란드군은 이렇게 고립된 소련군 병사들의 집단을 '모티(motti)'라고 불렀다. 그들은 불쏘시개용으로 쪼개야 할 작은 통나무를 그렇게 불렀는데, 아마도 여기서 그 이름을 딴 것 같다. '모티'에 빠진 소련군은 거의가 파멸이었다. 함정에 걸린 소련병들은 급히 얼어붙은 땅을 파 참호를 만드는 등 필사적으로 응전했으나 총알 못지않게 추위와 허기가 그들을 죽음으로 몰아넣었다.

## 수오무살미 전투

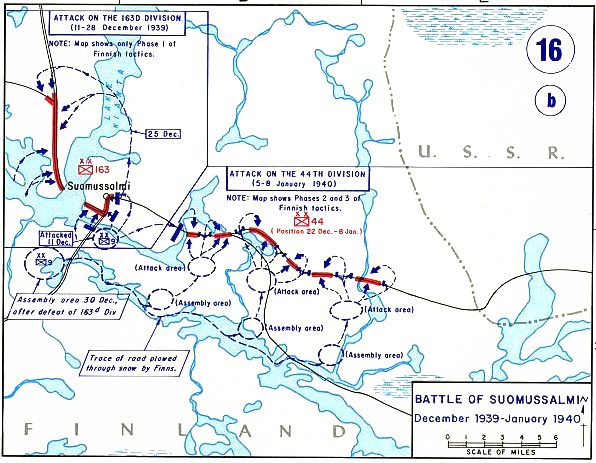
수오무살미 전투 지도

12월 12일, 톨자야르비를 떠나온 파아보 탈벨라는 모티 전술을 효과적으로 구사하여 소련군 제139사단을 함정에 빠뜨렸다. 이것을 안 소련군은 제75사단을 투입하여 제139사단을 구출하려 했으나, 이들 역시 같은 운명에 빠지고 말았다.12월 23일이 되면서 탈벨라는 소련군 2개 사단의 생존자들을 톨바야르비 동쪽 24km지점의 아이토요기 강변까지 몰아내고, 그곳에 방어진을 구축했다. 이 기간중의 소련군 피해는 전사 4천명에 수많은 부상자를 냈고, 많은 병사들이 행방불명되었다. 반면 핀란드측의 피해는 상대적으로 경미하여, 전사 630명, 부상 1,320명이었다.
다른 한편으로, 소련군 제163사단은 12월 7일 수오무살미(Suomussalmi, 로바니에미 남동쪽 약 232km) 마을을 점령했다. 이에 맞서 재편성을 끝낸 핀란드군은 마을 주변에 반격을 가해, 소련군으로 하여금 심각한 피해를 입게 만들었다. 전황을 살펴 보면, 소련군이 수오무살미에서 참호를 파고 응전 태세를 갖추는 동안, 하얄마르 실라스부오 대령이 지휘하는 핀란드 제9사단은 적의 후방 보급로를 차단하고 이를 완전 포위한 채 아군 보충 병력이 도착하기를 기다리고 있었다. 크리스마스 당일까지 핀란드군이 보유하고 있던 병력을 살펴보면, 새로 충원된 5개 대대의 인원, 2문의 대전차포, 8문의 76mm포가 있었다. 소련군 사령부는 곤경에 빠진 제163사단을 구출하기 위해, 비노그라도프 장군이 지휘하는 제44기갑사단을 투입하였다. 그러나 비노그라도프는 무능했다. 그는 전투 현장에 늦게 도착했을 뿐만 아니라, 스키를 타고 이동하는 핀란드 저격병을 보자 겁에 질려버렸다. 자군보다 우세한 적의 공격을 받고 있다고 생각한 그는 부하들에게 참호를 파고 응전할 것을 명령했다. 그런데 그곳은 그가 구출해야 할 부대가 있는 곳에서 동쪽으로 겨우 6~8km 떨어진 곳이었다.
포위된 소련군 제163사단은 성탄 전야를 기해 탈출을 시도했으나 실패했다. 이미 동상에 걸린 그들은 가슴까지 올라오는 눈을 헤치면서 탈출하려고 허우적거렸으나, 핀란드 저격병의 총탄에 몰려 얼어붙은 참호로 되돌아가고 말았다. 그러나 그들은 참호에도 안주하지 못하고 사살되거나 참호 밖으로 되몰려 나와야 했다. 실라스부오 대령은 뒷날 이렇게 회고했다. "수류탄, 권총, 총검 등 닥치는 대로 있는 무기를 총동원하여 적진을 유린했다. 그들의 탱크조차도 우리에게 두려움을 주지 못했다. 사실 우리는 탱크에 대항할 수 있는 아무런 무기가 없었는데도 말이다." 이렇게 해서 12월 28일, 소련군 제163사단은 괴멸하고 말았다. 이 전투에서 핀란드군은 포로 500명과 탱크 11대를 노획했다. 이 전투 이후 핀란드군의 관심은 비노그라도프 장군이 지휘하는 소련군 제44기갑사단에 집중되었다. 이 기갑사단 역시 추위와 굶주림에 시달리고 있었으나, 전력 면에 있어서는 1만 8천의 병력과 40대 이상의 탱크를 보유한 여전히 강력한 전투 집단이었다.
한편으로 핀란드군 척후대가 제44기갑사단의 방위선을 탐색하는 동안, 핀란드 공병대는 소련군 진지 남방 8km 자점에 위치한 여러 개의 호수와 나란히 지나는 '눈길(snow road)'을 만들었다. 그 다음, 이 눈길을 따라 집결지를 설치하고, 난방이 된 거처와 따뜻한 음식을 마련했다. 핀란드군은 이러한 집결지에서 잘 먹고 휴식을 취한 다음, 소련 방위선상 취약점을 골라 잠복했다가 적을 덮쳤다. 소련군은 번번히 참패였다.
1월 8일에 이르러 전투는 거의 끝났다. 모두 27,500명의 소련군이 전사했고, 1,300명은 핀란드군의 포로가 되었다. 서방 세계의 언론들은 핀란드의 다윗이 소련 골리앗을 무찌른 것을 찬양했다.
한편 스탈린은 분노하여 그의 부하 장군들에게 그들의 무능을 꾸짖었다. 필연적인 결과로서 숙청이 시작되었다. 재수없이 걸려든 비노그라도프는 겨우 살아남기는 했으나 스탈린의 분노를 정면으로 받게 되었다. 그가 처벌된 표면상의 이유는 "적에게 55개의 야전 주방을 탈취당한" 죄목이었으나, 실은 미숙한 전술로 소련 국가에 끼친 손해가 엄청났기 때문이었다.
다른 한편으로 핀란드 수뇌부는 실라스부오 대령을 준장으로 승진시켜 수오무살미 지구 전투에서 이룩한 전공을 포상했다. 실라스부오는 다음으로 소련 제54사단에 목표를 맞추고 쿠모(수오무살미 남쪽 약 88km) 근처에서 이를 급습했다. 소련군은 또다시 참호를 파고 항전했다. 포위된 소련군은 보급을 공중 투하에 의존했다. 그러나 핀란드군에게는 대공포가 거의 없어, 소련 공군이 식량과 탄약을 투하하는 것을 저지하지는 못했다. 그들은 기지를 발휘하여, 소련 항공기의 비행음을 듣고서 신호탄을 쏘아 소련의 보급 항공기가 아군 지역에 보급품을 투하하도록 유도하기도 했다.
한편 소련은 제54사단을 구출하기 위해 핀란드군이 장기(長技)로 하는 바로 그 전법을 사용하여 스키병여단을 투입하였다. 그러나 이 과정에서 소련군 사령부는 치명적 실수를 범했다. 바로 스키병에게 흰색의 위장복을 지급하는 것을 잊어버린 것이다. 설상가상으로 결빙에 대처한 무기의 유지 관리법이 전무해서, 총신의 기름이 결빙되어 발포가 되지 않는 수가 많았다. 일부 소련 스키병은 핀란드군을 공격하는 데 성공하기도 했지만, 그들 부대는 전체가 전멸되다시피 했다. 이렇게 해서 구원부대를 섬멸시킨 실라스부오 준장은 소련군 제54사단을 분열시키는데 전력을 기울였다. 그는 겨울이 끝날 때까지 이 작전을 계속, 제54사단은 결국 지리멸렬되었다.

## 키릴 메레츠코프 대장의 만네르헤임선 공략

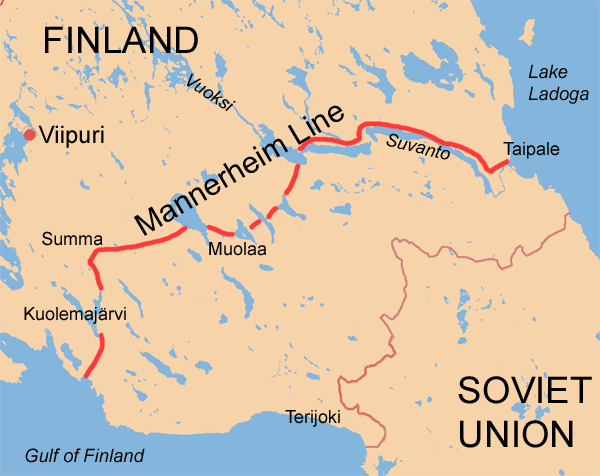
만네르헤임선 (핀란드 만에서 라도가(Ladoga) 호수까지)

핀란드 북부에 침입한 소련군이 핀란드의 끈기와 교묘한 술책을 직접 체험하고 있는 동안, 만네르헤임 방어선에서 진격을 저지당한 키릴 메레츠코프 장군은 방위선 공략을 재개하는 계획을 마련했다. 그는 우선 방위선 동쪽 끝 지역에 대해 주공세를 펴기 위해 양동작전(陽動作戰)으로 핀란드군의 예비 병력을 그쪽으로 끌어낸 다음, 서쪽 끝의 수모요기강과 물란야르비호 사이의 16km폭을 공격하는 전략을 세웠다. 공격 목표가 되는 이 지역은 비푸리주에 위치해 있었다.
메레츠코프는 12월 17일 만네르헤임선에 대한 주공격을 개시했다. 소련군은 전형적인 러시아식 공격 방식을 취해, 보병은 폭발하는 지뢰나 핀란드군의 연속 사격에도 아랑곳하지 않고 쓰러진 자의 시체를 넘어 진격해 갔다. 공격하는 소련군은 부대간의 협동이 전무하였다. 이때문에 만네르헤임은 적군의 이 공세를 두고 "형편없이 연주하는 교향악단의 불협화음과 같았다"고 말했다.
방위선 공방전에서나 다른 전선에서 핀란드는 병력 면에서 4대 1의 열세에 있었음에도 불구하고 빈틈 없는 전술과 필사적 용기로서 소련군을 격파했다. 소련군 탱크가 핀란드군 방위선에 들어가면, 이들은 반드시 핀란드군의 '탱크 파괴조'와 만나게 되어 있다. 이 '탱크 파괴조'는 핀란드 병사 1~2명으로 된 결사대로, 이들은 3~6kg의 고성능 폭약이나 몰로토프 칵테일을 적 탱크에 투척하는 것이었다. 폭발물이 없을 때는 커다란 나무를 탱크의 캐터필러 사이에 넣어 이를 저지시켰다. 이런 저런 방법을 합쳐 핀란드군은 이 지역에서 소련군 전차 239대를 격파하고 12대 이상을 사용 가능한 상태로 나포했다. 이리하여 12월 20일에 이르자 메레츠코프는 공세를 중지하였다. 그리고 병력을 철수시키기 시작했다. 이후 한동안 이 전선은 대체로 평온을 유지했다.

## 스탈린의 분노와 소련군의 근본적 문제
한편 스탈린은 매우 분노하였다. 핀란드가 그런 결사적인 저항을 해오리라고는 아무도 예상하지 못했다. 그러나 그런 사실들이 소련군의 근본적인 패배의 원인이 될 수는 없었다.
가장 큰 원인은 소련의 자만과 무능이 큰 요인으로 작용했다. 소련군은 그리 큰 저항을 예상하진 않았으며 스탈린의 대숙청으로 인해 소련군의 지휘관들이 80%가 평화시에 희생당했었다. 이들은 보통 무능하지만 상부의 명령에 잘 복종하는 이들로 대체되었다. 그리하여 1차 세계 대전 때 이미 구식이 된 작전을 사용하기도 하는 등, 독창적인 작전을 구사하다 실패하는 것을 두려워한 나머지 교과서적인 작전만을 고집했다. 또 겨울에 벌이는 전쟁, 특히 삼림 지대에서 벌이는 전쟁에 대한 준비가 핀란드군에 비해 크게 뒤져 있었다. 이들이 대량 사용한 군용 차량은 이같은 조건에 매우 취약했다. 소련군의 한 부대가 핀란드 복병들로 둘러싸인 곳에 제발로 진주해 전멸당한 라테 가 전투(Battle of Raate Road)는 지금도 군사학에서 절대 범하면 안될 중대한 실수의 예로 많이 쓰인다.
이 당시 소련군 편제는 2차대전 중에 확립된 편제와 크게 차이는 없었다. 그러나 그것을 제대로 운용하는 방법을 몰랐다는 점이 문제였다. 대숙청 이후 살아남아 고위 장성이 된 장군들은 숙청에 대한 두려움은 둘째치고, 대단위 야전군을 효율적으로 지휘할 수 있는 능력이 부족했다. 준장급 이상 장군의 70%가 숙청되었으니 그들의 빈 자리는 위관급 및 영관급 장교들이 대체할 수밖에 없었다. 그런데 대위로 중대를 지휘하던 사람이 어느 날 갑자기 사단을 지휘하게 되고 상관이나 동료들도 대부분 그런 판국이었으니, 이들에게 제대로 된 작전 지휘 능력을 기대할 수는 없었던 것이다.

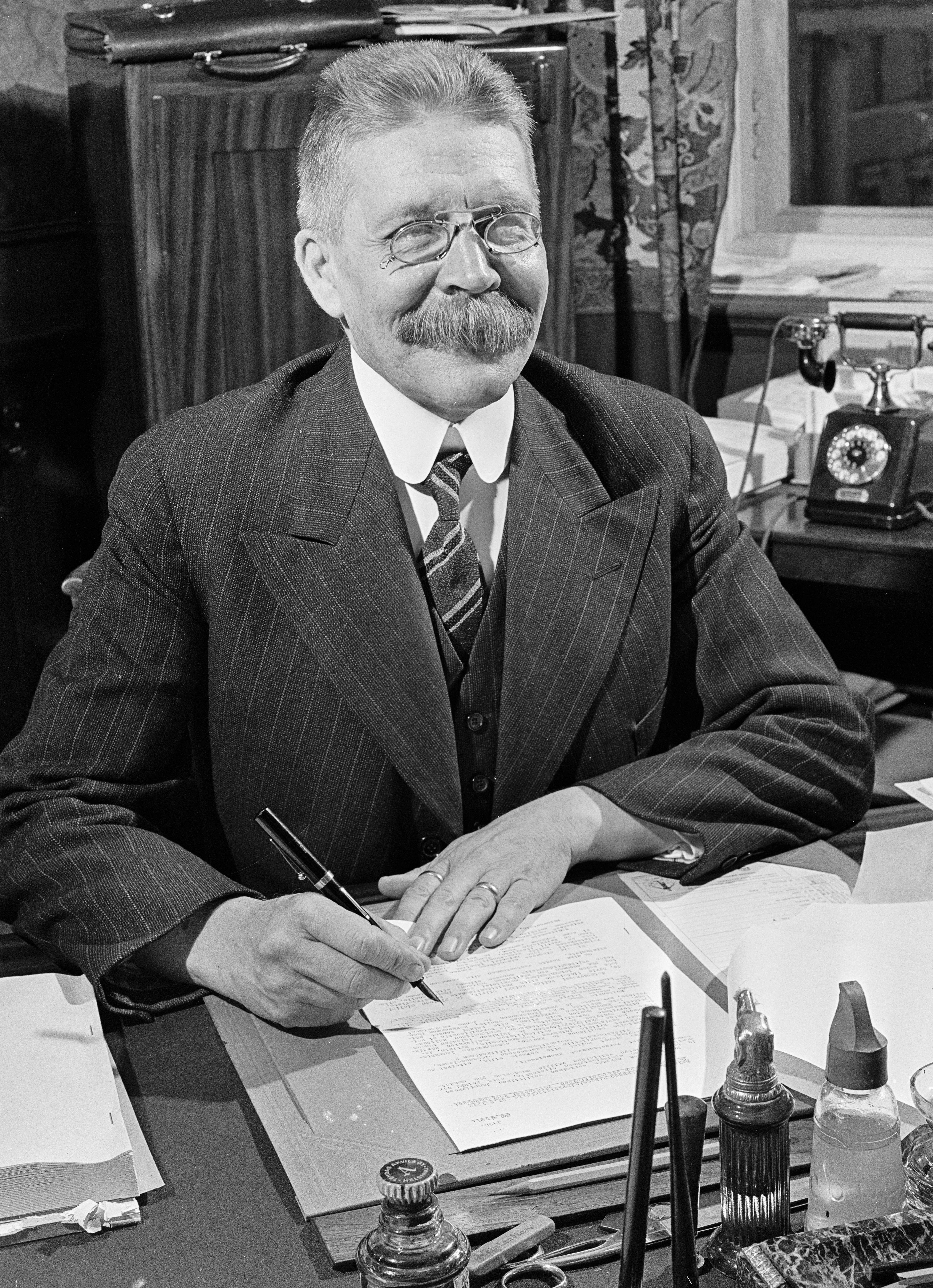
겨울전쟁 당시 핀란드의 총리였던 아이모 카얀데르

또한 이 당시만 해도 아직 항공기, 공병, 기갑병, 포병, 보병 간에 역할이 분명하면서도 잘 협조할 수 있는 전술교리를 갖지 못했다. 장교들의 지휘 능력 문제와 더불어 새로운 현대전에 어울리는 전술교리를 숙지못했다는 점도 소련군이 초전에 대패한 원인이 되었다. 사실 이 문제는 당시 대부분 군사 강국들이 공통으로 겪고 있는 문제로, 19세기적 전쟁 방식과 전술 교리에서 전차와 비행기로 대표되는 현대 전술 교리로 전환되는 과도기여서 어느 누구도 정답을 갖고 있진 않던 시기였던 것이다. 그나마 제대로 현대적인 기동전과 전술교리를 개발해서 적용한 군대가 독일군이었지만, 그들의 전술교리도 1940년 서부 유럽 전역에서 완성되는 것이다. 대부분 국가들이 아직 제1차 세계 대전 당시의 전술교리를 채택하고 있었고, 독일의 폴란드 및 서유럽 침공과 소련군의 겨울 전쟁 교훈이 있고 나서야 제대로 된 근대전 전술교리를 갖게 되었으니, 소련군을 무능하다고 할 일도 아니었다. 독일군이 서유럽에 침공했을 때, 프랑스군과 영국군도 이 당시 소련군 못지않은 실수를 연발했고, 독일군에 호되게 당한 이후에야 겨우 새로운 전술교리를 채택하게 된다.
핀란드의 장비 부족도 언급할 필요가 있다. 전쟁 초기에는 기초 훈련을 받고 있던 군사들만이 군복과 무기를 가지고 있었다. 나머지는 자신들의 옷에 적당히 표장을 하였으며 일부는 자신들의 총을 사용하기도 하였다. 그리하여 들쭉날쭉이 된 군복에는 아이모 카얀데르 총리의 이름을 따 '카얀데르 모델'이라는 애칭이 붙여졌다. 핀란드군은 적군에게서 탈취한 장비·무기·탄약으로 부족한 장비를 충당하려 노력하였다. 다행히도 핀란드는 러시아에서 독립한 이후에도 소총을 바꾸지 않아 소련군의 소총탄을 그대로 사용할 수 있었다. 뿐만 아니라 핀란드제 수오미 기관단총도 사용되었는데, 이에 자극받은 소련이 PPSH41 기관단총을 개발하게 되는 계기가 되기도 했다.
한편 분노한 스탈린은 먼저 속죄양을 찾았고, 여기에 클리멘트 보로실로프 원수가 걸려들었다. 1940년 1월 어느날 스탈린은 국방장관 클리멘트 보로실로프 원수, 키릴 메레츠코프 장군, 니키타 흐루시초프 등을 모스크바 근교에 있는 보로실로프의 저택으로 소환하였다.
이 모임은 그해 겨울이 유별났던 것만큼 이상한 성격의 회동(會同)이었다. 저녁 식사 도중 스탈린은 벌떡 일어나 보로실로프에게 퍼붓기 시작했다. 스탈린은 지휘관으로서 부적합한 보로실로프가 핀란드 에 대한 패전의 책임을 져야 한다는 것이었다. 이때 참석한 사람들이 놀란 것은 보로실로프가 신랄한 어조로 반박하고 나선 것이다. 그는 "당신(스탈린)은 오로지 당신 자신을 탓해야 합니다. 바로 당신이 소련군의 수구파(守舊派)를 숙청하여 훌륭한 군인들을 모조리 처형하지 않았소..." 하고 외쳤다. 이어 보로실로프는 통돼지 구이가 담긴 쟁반을 집어들어 식탁에 내동댕이쳤다. "내 평생에 그런 폭발은 처음 보았다."흐루시초프는 뒷날 이렇게 회상했다. 더욱 놀란 것은 스탈린이 매우 차분하게 대처했다는 것이다. 스탈린은 그를 직위 해제했으나 처형하지는 않았다.

## 핀란드 침공 소련군의 대대적 개편
한편 스탈린은 핀란드 진주군 사령관에 세묜 티모셴코를 임명했다. 그는 메레츠코프가 수립한 기본적인 공격안에 대해 의견을 같이 했다. 그러면서 그는 소련병이 겨울 전쟁을 보다 효과적으로 치를 수 있도록 만반의 준비를 갖추었다. 또한 다시는 패배를 맛보지 않도록 전선에 병력을 증강했다. 당초 소련은 54만의 병력으로 핀란드를 공격했으나 현재는 티모센코 휘하에 90만의 병력이 있었다. 소련군 전선 후방에서는 병사들에 대해 공격 전술에 관한 집중적인 훈련이 실시되었다. 또한 핀란드의 기를 꺾기 위해 추가로 2,800문의 각종 포를 전선에 반입, 화력을 크게 강화하는 한편 항공기를 이용한 폭격을 감행했다. 수주일에 걸친 목격은 방위선 후방을 거의 폐허로 만들어 버렸다. 핀란드군의 사기는 저하되었다.
2월 1일, 소련군은 강력한 탱크 부대를 앞세워 척후 공격을 카렐리아 지협 전반에 걸쳐 개시, 본 공세에 앞서 핀란드군을 한풀 더 꺽었다. 공격은 조직적으로 행해져, 야포와 공중 지원을 받은 소련 공병들은 핀란드군이 대전차 장애물로 이용해온 콘크리트 구조물을 폭파한 뒤 그로 인해생긴 틈새로 집중 포화를 퍼부었다. 그 다음에는 탱크 부대가 진격하고 대규모 보병부대가 그 뒤를 따랐다. 그러는 동안 폭격기가 핀란드 진지를 폭격했다. 핀란드군이 한 공격 부대를 격퇴하면 또다른 부대가 공격을 가했다. 만네르하임은 "소련군이 이제는 서로 다른 부대와 협동하여 작전을 수행하는 법을 터득했음이 분명하다"라고 말했다.

## 핀란드의 패배

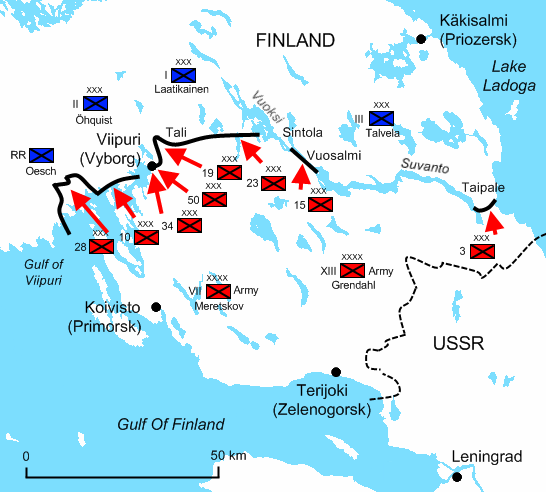
1940년 3월 13일, 전쟁 마지막 날 카렐리야 지협의 상황 지도
핀란드의 군단(XXX)과 칼 레나르트 외쉬의 해안 그룹
소련의 군단(XXX)과 군대(XXXX)

2월 11일, 새로 충원을 받은 티모센코 원수 휘하 부대는 총공격에 나섰다. 이때부터 2주 반 동안 소련은 강력한 공격을 되풀이해 핀란드 방위망을 뜷고 내륙으로 침입해 들어갔다. 핀란드군은 기진맥진하여 눈물을 머금고 후퇴했다. 사태가 여기에 이르자 절망적인 노력의 하나로 전에는 불합격시킨 자도 징집하고, 부상자를 재소집하였으며, 심지어 10대 학생으로 자원 결사대를 조직하기도 하였다. 그러나 이들은 도움은커녕 방해가 되는 일이 많았다.
봄이 되자 만네르하임 휘하의 장병들은 아직도 국부적으로 반격을 가해 승리해보겠다는 의지를 가지고 있었으나, 현실적으로 포탄이 거의 동나고, 동원할 수 있는 모든 남자가 전투에 참여하고 있었다. 그 당시의 탈벨라는 이렇게 표현했다. "모든 곳이 위기에 처했다." 핀란드의 방위가 어느 한 모퉁이만 무너지면, 핀란드 전체가 와해될 것이었다. 만네르하임도 이제는 패배의 순간이 다가왔음을 알았다. 핀란드군의 피해는 증가하고 있었다. 이렇게 되니 만네르하임은 협상을 통해 전쟁을 종식시킬 것을 건의하지 않을 수 없었다. 1940년 3월 6일, 핀란드는 평화를 모색하기 위해 대표단을 모스크바로 보냈다.

## 외국의 지원
세계의 여론은 핀란드 편이였다. 세계대전이 아직 전면적으로 시작하지 않은 상황에서 겨울 전쟁은 당시 진행되던 유일한 전쟁이었다. 일반적으로 소련의 침공은 전적으로 부당하다고 인정되었다. 외국의 여러 단체들은 핀란드에 의약품과 같은 물자를 지원해 주었다. 미국과 캐나다의 핀란드계 이민 인구는 핀란드에 돌아갔으며 외국에서 많은 수가 핀란드에 가서 지원병으로 싸웠다. 스웨덴도 이때만큼은 중립을 지키지 않고 군수품과 현금, 신용, 인도주의에 근거한 지원을 핀란드에 해주었다. 8700명의 스웨덴인 지원병이 핀란드를 위해 싸웠다. 헬싱키의 외국 특파원들은 전투에 있어서 핀란드군의 독창력과 성공에 대해 때로는 크게 과장되게 보도를 하였다.
전쟁 발발 1개월도 채 안되어 소련의 지도부는 작전 포기를 고려하기 시작했지만 1월말이 되어서야 핀란드 정부에게 스웨덴 정부를 통해 예비 평화 제의를 전달하였다. 그때까지 핀란드는 말 그대로 죽느냐 사느냐를 놓고 싸운 것이었다. 이 평화 제의 소식이 프랑스와 영국 정부에 알려지자 핀란드에 대한 군사 지원의 동기는 크게 변했다. 핀란드는 "레닌그라드 주변 자국 영토를 최대한 유지하기 위해 싸우는 것"뿐이었다. 물론 핀란드와 외국의 일반 국민들은 이에 대해서 전혀 몰랐으며 핀란드는 아직도 자신의 존속을 놓고 싸우고 있다고 생각했다. 1940년 2월 연합국들은 지원을 제의했다. 노르웨이의 항구 나르비크를 통해 10만의 병력이 투입되어 스웨덴을 통해 핀란드를 지원한다는 계획으로 내세워졌다. 그러나 실제 핀란드 지원에 들어가도록 계획된 병력은 그 일부뿐이었다. 이 계획은 나르비크와 스웨덴의 철광 산지를 점령하여 독일로 수출되는 것을 막기 위한 구실이며 그리하여 연합군과 독일군의 각축장이 될 가능성이 높다고 판단한 노르웨이와 스웨덴은 연합군의 통과를 거절했다. 실제로 전쟁 이후 연합군의 사령관은 소련군과 전투 상황을 피하라는 지시를 받은 것으로 드러났다. 노르웨이와 스웨덴을 거치지 않고 핀란드의 부동항 펫사모를 통해 연합군을 투입하자는 제안은 무시되었는데 이는 프랑스와 영국이 당초부터 나르비크와 스웨덴의 철광 산지를 장악하는 데 목적이 있었음을 뒷받침한다.
페르 알빈 한손(Per Albin Hansson) 총리의 스웨덴 정부는 무장군이 스웨덴 영토를 통과하는 것을 허락하는 것을 거절했다. 스웨덴은 겨울 전쟁에 대해서 중립을 선언하지 않았지만 프랑스·영국과 독일·소련간의 전쟁에 대해서는 중립을 지켰다. 프랑스·영국군의 통과를 허용하는 것은 국제법상 중립국이 취할 수 있는 행위가 아니라는 판단에서였다.
스웨덴 내각은 또 핀란드가 여러 차례 요청한 스웨덴 정규군의 지원을 거절했다. 결국에는 장비와 탄환 지원도 더 이상 계속되지 않을 것이라고 확인했다. 핀란드는 전쟁이 지속되기를 희망한 연합국들과 전쟁이 자국까지 퍼지는 것과 핀란드 패전의 경우 난민 발생을 우려해 전쟁의 조속한 종결을 희망한 스칸디나비아 국가들 사이에 외교적으로 입지가 좁았다. 독일 역시 협정에서 양보된 것은 나중에 충분히 다시 차지할 수 있다면서 평화 협정을 체결하라는 권고를 했다.
2월말 핀란드의 총사령관 칼 구스타프 에밀 만네르헤임은 군사 상황 전개가 불리해질 것으로 판단하여 정부가 2월 29일 평화 협상을 시작하는 원인이 되었다. 같은 날 소련군은 비푸리 공격을 시작하였다.
핀란드가 평화 협정을 심각하게 고려하고 있다는 사실을 프랑스와 영국이 알게 되자 그들은 재차 지원을 제의했다. 이번에는 핀란드가 3월 12일 이전 지원을 요청한다는 조건하에 50만 병력을 지원한다는 것이었다. 그러나 사실은 이 병력 중 6천명만이 핀란드에 투입될 계획이었으며 나머지는 스칸디나비아 북부 나르비크와 스웨덴의 철광 산지를 점령하는 데 쓸 생각이었다.

## 종전 협정
겨울이 끝나면서 소련이 전쟁에서 손을 뗄 의향이 있는 것이 분명해졌다. 독일의 대표들은 핀란드에게 소련과 협정을 할 것을 권했다. 소련군은 엄청난 전사자를 냈으며 소련 정부에게 이는 큰 국제적 망신거리였다. 봄이 오면서 해동으로 소련군이 삼림 지대에서 자칫 수렁에 빠질 상황에 놓였다. 그리하여 2월 12일 평화 조항 초본이 핀란드에 전달되었다. 독일뿐만이 아니라 스웨덴도 핀란드가 무너질 것을 걱정하여 겨울 전쟁이 빨리 종전되기를 희망했다. 핀란드에 극히 불리한 조항을 받고 핀란드 내각이 망설이는 동안 스웨덴 국왕 구스타프 5세는 핀란드의 스웨덴 정규군 지원 요청을 거절한다고 공식 발표하였다.
2월말이 되자 핀란드군의 탄환은 바닥이 났다. 소련군은 그때까지 많은 사상자만 내면서 넘지 못하던 만네르헤임 선을 뚫는 데 성공하였다. (소련 당국은 그들의 군대가 왜 이 방위선을 돌파하기까지 그처럼 오랜 시간이 소요되었나 하는 이유를 자국민에게 납득시키기 위해 대전차 장애물 같은 구조물의 규모와 강도를 과장해서 발표했다.) 결국 2월 29일 핀란드 정부는 협상을 시작하기로 결정, 1940년 3월 6일 양국은 정전 협정에 서명했다. 4개월간의 전쟁 후 소련군에서는 최소 12만 7000명이 사망하였다. 핀란드군은 2만 7000명 정도의 사망자밖에 내지 않았지만, 핀란드는 많은 것을 잃었다.

## 모스크바 평화 조약

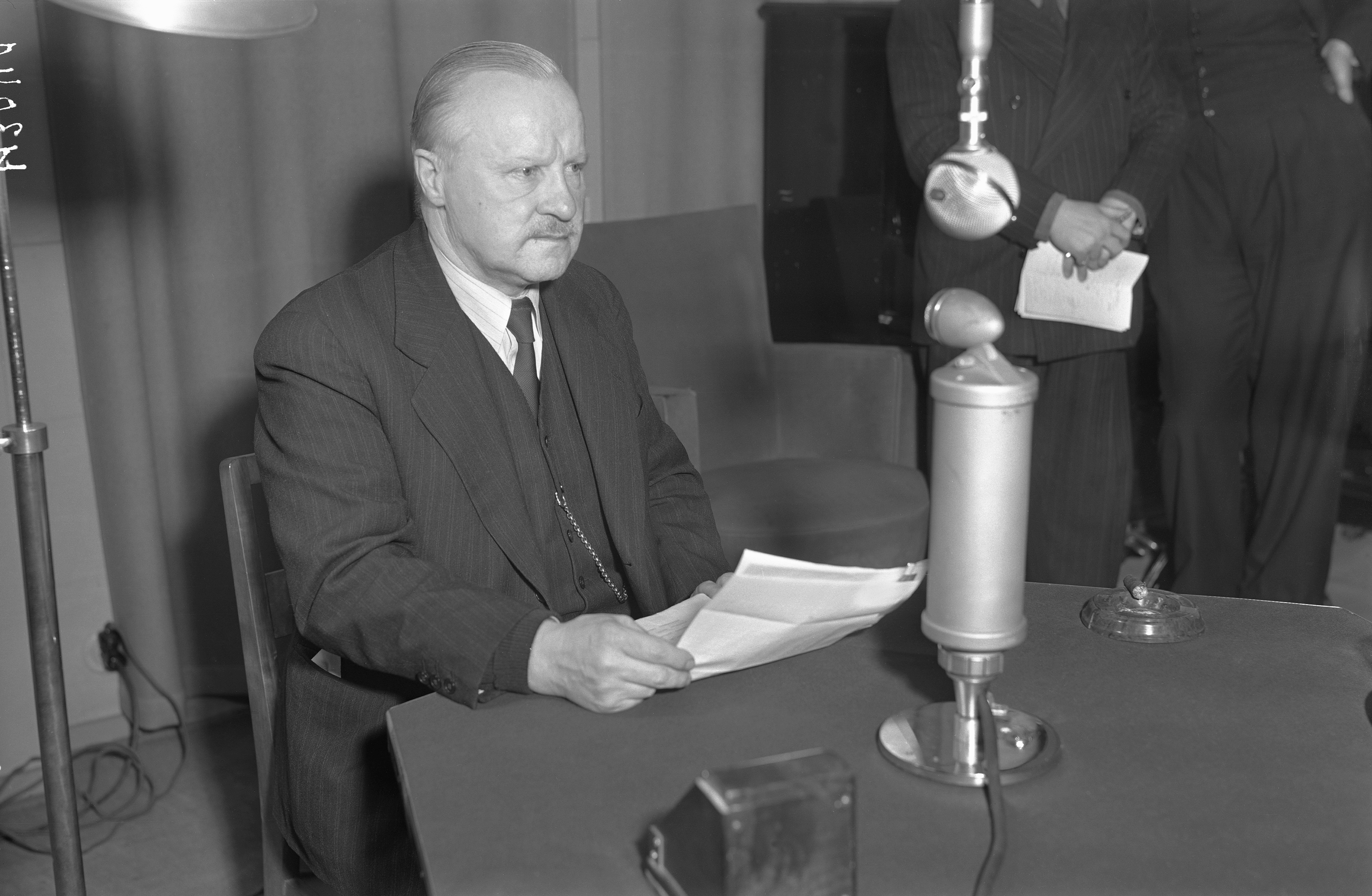
1940년 3월 13일 정오, 평화 조약 조건을 읽고 있는 바이노 타네르 핀란드 외무장관

3월 12일 모스크바 평화 조약을 통해 핀란드는 제2도시 비푸리(Viipuri)를 포함한 공업 중심지인 핀란드령 카렐리야(핀란드어로 카리알라) 영토를 다시 소련에 넘겼다(협상 당시 많은 부분을 핀란드군이 점유하고 있었음에도 불구). 이는 핀란드 영토의 10% 가까이 되었다. 핀란드 인구의 약 12%인 42만 2000명의 카렐리야인들은 거주지를 잃었다. 이 조약으로 다시 소련 영토가 된 지역에 있던 핀란드군과 민간인들은 속히 대부분 핀란드로 대피되었다.
핀란드는 이외에도 살라(Salla) 지방과 바렌츠해의 칼라스타얀사렌토 반도(Kalastajansaarento peninsula), 핀란드만의 섬 4개를 소련에 넘겨야 했다. 항코(Hanko) 반도도 소련에 군사 기지로 30년간 임대되었다. 이와 같은 모든 조건은 1939년 10월에 스탈린이 제의한 것보다 한결 경화(硬化)된 것이었다. 그 때만 해도 영토에 대한 요구가 모스크바 평화 조약 때보다 적었고, 또 핀란드 영토의 손실을 보상하는 대토(代土)로서 동부 카렐리아를 제공할 용의도 가지고 있었다.
또한 소련은 페차모 지역에서 철수하는 대신 그곳에 영사관을 개설할 권리를 요구했다. 아울러 소련과 노르웨이간의 수송은 이 페차모 지역을 경유하며 핀란드측의 검사는 일체 배제한다고 말했다. 더욱이 페차모에서는 소형 경비정을 제외하고는 무장 항공기나 군함을 배치하지 못하도록 했다. 마지막으로, 소련은 핀란드에게 보트니아만에서 동쪽으로 뻗은 철도의 종점인 케미야르비에서 살라까지 연장공사를 즉각 시작할 것을 요구했다. 이것이 완성되면 소련이 건설 중인 무르만스크 철도와 맞닿게 되어 소련은 이 새 철도의 사용을 통해 핀란드를 분리할 수 있게 된다.
이런 상황 속에서 협상을 계속하는 것은 무의미한 것이었다. 하는 수 없이 핀란드 정부는 소련의 요구대로 조약에 서명을 했다. 조약에 서명한 핀란드 대통령 퀴외스티 칼리오는 다음과 같은 말로 자신을 저주했다. "이런 조약에 서명한 손이 제발 시들게 해 주옵소서." (이 말은 비극적인 예언이 되어 실제로 1940년 8월 27일 오른손이 마비되고 12월 19일 심장발작으로 사망하였다.)
핀란드 국민들은 가혹한 평화 조약 조항에 당혹했다. 전쟁에서 잃은 영토보다 평화로 잃은 영토가 더 많은 듯했다. 국제 여론, 특히 스웨덴의 동정은 무의미했다. 그리하여 핀란드인들은 나치 독일의 지원을 받을 준비가 되어 있었으며 소련에 대한 복수전이 정당하다고 여겼다. 그리고 1년 후 제2차 소련-핀란드 전쟁이 발발, 전쟁은 재개되었다.

## 주요 전투
- 수오무살미 전투
- 톨바야르비 전투
- 콜라 전투

## 같이 보기
- 핀란드의 역사
- 제2차 소련-핀란드 전쟁
- 핀란드화
- 로타 스베르드 (Lotta Svärd)
- 시모 해위해 (Simo Hayha)
- 소설 데프콘:《데프콘 한중전쟁》에서 한국군과 인민군이 중국 인민해방군을 격퇴하는 이야기에서 소련-핀란드 전쟁이 인용된다. 한국군의 차영진 중령과 인민군의 장교들은 소련-핀란드 전쟁에서 핀란드군이 소련군을 격퇴하기 위해 사용한, 적을 나누어서 격퇴하는 전술을 응용하여 중국 인민해방군을 격퇴한다.

## 참고 자료
한국어 문헌
- '라이프 2차 세계대전', <스칸디나비아 전쟁>

영어 문헌
- Chubaryan, A. (2002). 〈Foreword〉.   Kul'kov, E.; Rzheshevskii, O.; Shukman, H. 《Stalin and the Soviet-Finnish War, 1939–1940》. London: Frank Cass. ISBN 978-0-7146-5203-0.
- Conquest, Robert (2007) [1991]. 《The Great Terror: A Reassessment》. Oxford University Press, USA; 40th anniversary edition. ISBN 978-0-19-531700-8.
- Cox, Geoffrey (1941). 《The Red Army Moves》. London: Victor Gollancz.
- Coox, Alvin D. (1985). 《Nomonhan; Japan against Russia, 1939》 two volumes판. Stanford University Press. ISBN 0-8047-1160-7.
- Edwards, Robert (2006). 《White Death: Russia's War on Finland 1939–40》. London: Weidenfeld & Nicolson. ISBN 978-0-297-84630-7.
- Engle, Eloise; Paananen, Lauri (1985) [1973]. 《The Winter War: The Russo-Finnish Conflict, 1939–40》. United States: Westview Press. ISBN 0-8133-0149-1.
- Glanz, David (1998). 《Stumbling Colossus: The Red Army on the Eve of World War》. University Press of Kansas. ISBN 978-0-7006-0879-9.
- Goldman, Stuart D. (2012). 《Nomonhan 1939, The Red Army's Victory That Shaped World War II》. Naval Institute Press. ISBN 978-1-59114-329-1.
- Jowett, Philip; Snodgrass, Brent (2006). 《Finland at War 1939–45》. United Kingdom: Osprey. ISBN 978-1-84176-969-1.
- Lieven, Anatol (1993). 《The Baltic Revolution: Estonia, Latvia, Lithuania and the Path to Independence》. New Haven and London: Yale University Press. ISBN 0-300-05552-8.
- Reiter, Dan (2009). 《How Wars End》 illurat판. Princeton University Press. ISBN 069114060X. 2010년 10월 29일에 확인함.
- Ries, Tomas (1988). 《Cold Will: The Defense of Finland》 1판. London: Brassey's Defence Publishers. ISBN 0-08-033592-6.
- Sander, Gordon F. The Hundred Day Winter War: Finland's Gallant Stand against the Soviet Army (University Press of Kansas. 2013) 400 pp.
- Soviet Information Bureau (1948). 《Falsifiers of History (Historical Survey)》 1판. Moscow: Gospolitizdat (Russian 1st ed.); Foreign Languages Publishing House (English 1st. ed). Edited and partially re-written by Joseph Stalin
- Tanner, Väinö (1957) [1950]. 《The Winter War: Finland against Russia 1939–1940》. California: Stanford University Press. ISBN 978-0-8047-0482-3. 2010년 10월 29일에 확인함. (Originally published in Finnish.)
- Tillotson, H.M. (1993). 《Finland at peace & war 1918–1993》. Michael Russell. ISBN 0-85955-196-2.
- Trotter, William R. (2002) [1991]. 《The Winter War: The Russo–Finnish War of 1939–40》 5판. New York (Great Britain: London): Workman Publishing Company (Great Britain: Aurum Press). ISBN 1-85410-881-6. First published in the United States under the title A Frozen Hell: The Russo–Finnish Winter War of 1939–40
- Van Dyke, Carl (1997). 《The Soviet Invasion of Finland, 1939–40》. Routledge. ISBN 0-7146-4314-9.

핀란드, 러시아어 문헌
- Geust, Carl-Fredrik; Uitto, Antero (2006). 《Mannerheim-linja: Talvisodan legenda》 (핀란드어). Ajatus. ISBN 951-20-7042-1. (The Mannerheim Line: Legend of the Winter War)
- Halsti, Wolfgang Hallstén (1955). 《Talvisota 1939–1940》 (핀란드어). Otava. (The Winter War 1939–1940)
- Kantakoski, Pekka (1998). 《Punaiset panssarit: Puna-armeijan panssarijoukot 1918–1945》 (핀란드어). Hauho: PS-Elso. ISBN 951-98057-0-2. (Red tanks: the Red Army tank forces, 1918–1945)
- Kilin, Juri (2007a). 〈Leningradin sotilaspiirin rajakahakka〉.   Jokisipilä, Markku (ed). 《Sodan totuudet. Yksi suomalainen vastaa 5,7 ryssää》 (핀란드어). Ajatus. (Truths about the war. One Finn is worth 5.7 Russians) Capsule review (in Finnish)
- Kilin, Juri (2007b). 〈Rajakahakan hidas jäiden lähtö〉.   Jokisipilä, Markku. 《Sodan totuudet》 (핀란드어).
- Kilin, Juri; Raunio, Ari (2007). 《Talvisodan taisteluja》 (핀란드어). Karttakeskus. ISBN 978-951-593-068-2. (Battles of the Winter War)
- Krivosheyev, Grigoriy (1997b). 《Soviet Casualties and Combat Losses in the Twentieth Century》 1판. Greenhill Books. ISBN 1-85367-280-7.
- Kulju, Mika (2007). 《Raatteen tie: Talvisodan pohjoinen sankaritarina》 (핀란드어). Helsinki: Ajatus. ISBN 978-951-20-7218-7. (The Raate Road: a tale of heroism in the north during the Winter War)
- Laaksonen, Lasse (2005) [1999]. 《Todellisuus ja harhat》 (핀란드어). Ajatus. ISBN 951-20-6911-3. (Reality and Illusions)
- (핀란드어) Leskinen, Jari; Juutilainen, Antti, eds (1999). Talvisodan pikkujättiläinen (Winter War Guidebook). 1st ed. Porvoo: WSOY. ISBN 951-0-23536-9.
- Elfvegren, Eero (1999). 〈Merisota talvisodassa〉. 《Ts Pj》 (핀란드어). (The Winter War at sea)
- Juutilainen, Antti (1999a). 〈Laatokan karjalan taistelut〉. 《Ts Pj》 (핀란드어). (Battles in Ladoga Karelia)
- Juutilainen, Antti (1999b). 〈Talvisodan ulkomaalaiset vapaaehtoiset〉. 《Ts Pj》 (핀란드어). (Foreign volunteers in the Winter War)
- Kilin, Yuri (1999). 〈Puna-armeijan Stalinin tahdon toteuttajana〉. 《Ts Pj》 (핀란드어). (The Red Army's execution of Stalin's will)
- Laaksonen, Lasse (1999). 〈Kannaksen taistelut〉. 《Ts Pj》 (핀란드어). (Battles in the Isthmus)
- Lentilä, Riitta; Juutilainen, Antti (1999). 〈Talvisodan uhrit〉. 《Ts Pj》. (Victims of the Winter War)
- Leskinen, Jari (1999). 〈Suomen ja Viron salainen sotilaallinen yhteistyö Neuvostoliiton hyökkäyksen varalta 1930-luvulla〉.   Leskinen, Jari; Juutilainen, Antti. 《Ts Pj》 (핀란드어). (The secret 1930s Finnish and Estonian military collaboration against Soviet invasion)
- Leskinen, Jari; Juutilainen, Antti (1999). 〈Suomen kunnian päivät〉. 《Ts Pj》 (핀란드어). (Finland's glory days)
- Malmi, Timo (1999). 〈Suomalaiset sotavangit〉. 《Ts Pj》 (핀란드어).
- Manninen, Ohto (1999a). 〈Neuvostoliiton tavoitteet ennen talvisotaa ja sen aikana〉. 《Ts Pj》 (핀란드어). (Soviet objectives before and during the Winter War)
- Manninen, Ohto (1999b). 〈Venäläiset sotavangit ja tappiot〉. 《Ts Pj》 (핀란드어). (Russian prisoners of war and casualties)
- Palokangas, Markku (1999). 〈Suomalaisjoukkojen aseistus ja varustus〉. 《Ts Pj》 (핀란드어). (Armament and equipment of the Finnish forces)
- Paulaharju, Jyri (1999). 〈Pakkastalven kourissa〉. 《Ts Pj》 (핀란드어).
- Peltonen, Martti (1999). 〈Ilmasota talvisodassa〉. 《Ts Pj》 (핀란드어). (The Winter War in the air)
- Silvast, Pekka (1999). 〈Merivoimien ensimmäinen voitto: Russarö〉. 《Ts Pj》 (핀란드어). (The Navy's first victory: Russarö)
- Soikkanen, Timo (1999). 〈Talvisodan henki〉. 《Ts Pj》 (핀란드어). (The spirit of the Winter War)
- Turtola, Martti (1999a). 〈Kansainvälinen kehitys Euroopassa ja Suomessa 1930-luvulla〉. 《Ts Pj》 (핀란드어).
- Turtola, Martti (1999b). 〈Katkera rauha ja Suomen ulkopoliittinen asema sodan jälkeen〉. 《Ts Pj》 (핀란드어). (
- Vihavainen, Timo (1999). 〈Talvisota neuvostohistoriakirjoituksessa〉. 《Ts Pj》 (핀란드어). (The Winter War in Soviet historiography)
- Vuorenmaa, Anssi; Juutilainen, Antti (1999). 〈Myytti Mannerheim-linjasta〉. 《Ts Pj》 (핀란드어). (Myth of the Mannerheim line)
- (핀란드어) Leskinen, Jari; Juutilainen, Antti, eds (2005). Jatkosodan pikkujättiläinen (Continuation War Guidebook). 1st ed. Porvoo: WSOY. ISBN 951-0-28690-7.
- Juutilainen, Antti; Koskimaa, Matti (2005). 〈Maavoimien joukkojen perustaminen〉. 《Js Pj》 (핀란드어). (Formation of the Ground Forces)
- Kurenmaa, Pekka; Lentilä, Riitta (2005). 〈Sodan tappiot〉. 《Js Pj》 (핀란드어). 1152쪽.
- Manninen, Ohto (1994). 《Talvisodan salatut taustat (Hidden background of the Winter War)》 (핀란드어). Helsinki: Kirjaneuvos. ISBN 952-90-5251-0.
- Manninen, Ohto (2002). 《Stalinin kiusa – Himmlerin täi》 (핀란드어). Helsinki: Edita. ISBN 951-37-3694-6. ("Stalin's nuisance, Himmler's louse"—both remarks having been references to Finland)
- Manninen, Ohto (2008). 《Miten Suomi valloitetaan: Puna-armeijan operaatiosuunnitelmat 1939–1944》 (핀란드어). Helsinki: Edita. ISBN 978-951-37-5278-1. (How to conquer Finland: Operational plans of the Red Army 1939–1944)
- Meltiukhov, Mikhail (2000). Упущенный шанс Сталина. Советский Союз и борьба за Европу [Stalin's Missed Chance] (러시아어). Veche. 2010년 10월 29일에 확인함.
- Paasikivi, Juho Kusti (1958). 《Toimintani Moskovassa ja Suomessa 1939–41》. Porvoo: WSOY.